# Брус (Јужна Дакота)
Брус (енгл. Bruce) град је у америчкој савезној држави Јужна Дакота.

## Демографија
По попису из 2010. године број становника је 204, што је 68 (-25,0%) становника мање него 2000. године.
| Група             | 2000.       | 2010.       |
| Белци             | 266 (97,8%) | 194 (95,1%) |
| Афроамериканци    | 0 (0,0%)    | 0 (0,0%)    |
| Азијати           | 1 (0,4%)    | 1 (0,5%)    |
| Хиспаноамериканци | 4 (1,5%)    | 1 (0,5%)    |
| Укупно            | 272         | 204         |